# HD 154345
HD 154345 ist ein 58,9 Lichtjahre von der Erde entfernter Gelber Zwerg mit einer Rektaszension von 17h 02m 36s und einer Deklination von +47° 04' 55". Er besitzt eine scheinbare Helligkeit von 6,74 mag. Im Jahre 2006 entdeckte J. T. Wright einen extrasolaren Planeten, der diesen Stern umkreist. Dieser trägt den Namen HD 154345 b.